# Carlo Pegorer
Carlo Pegorer (San Vito al Tagliamento, 21 maggio 1955) è un politico italiano.

## Biografia
Nato a San Vito al Tagliamento, vive a Tavagnacco, inizia la sua attività nel movimento degli Studenti negli anni ’70 partecipando alla formazione dei Collettivi politici unitari e aderendo nel 1972 al Manifesto.
Nel 1976, a Bologna, partecipa in qualità di delegato congressuale alla fondazione del Partito di Unità Proletaria per il Comunismo.
Nel 1980 aderisce al Partito Comunista Italiano (PCI), dove viene eletto segretario comunale del PCI a San Vito al Tagliamento nel 1983. È stato membro dei vari organismi politici provinciali e regionali del Partito.
Dal 1985 al 1995 è stato consigliere provinciale di Pordenone, dove ha presieduto per sei anni il Gruppo consiliare del PCI.
Nel 1996 entra a far parte della segreteria regionale del Partito Democratico della Sinistra, svolgendo il ruolo di coordinatore dell'organismo politico, dove partecipa attivamente alla costruzione dei Comitati per l'Italia che vogliamo a sostegno di Romano Prodi e de L'Ulivo in Friuli-Venezia Giulia.
Nel corso degli anni Novanta assume ruoli di responsabilità politico-amministrativa: Segretario della prima donna Vicepresidente del Consiglio regionale, collaboratore degli Assessori Democratici di Sinistra alla Vicepresidenza della Giunta regionale e alle Foreste e Parchi;  Capo di gabinetto dell’Amministrazione comunale di Udine.
Nel dicembre 2001 viene eletto Segretario dei Democratici di Sinistra del Friuli Venezia Giulia, entrando a fare parte della Direzione nazionale del Partito.
Tra i promotori del referendum regionale per l’elezione diretta del Presidente della Regione, è uno dei protagonisti del progetto politico che porta alla nascita di Intesa Democratica e, subito dopo, alla vittoria del centro-sinistra  nelle elezioni regionali del 2003.
Alle elezioni europee del 2004 è candidato nella lista Uniti nell’Ulivo al Parlamento europeo nella circoscrizione Italia nord orientale, ottenendo un risultato più che significativo: oltre 43.000 preferenze su un totale di 151.907 espresse nel Friuli Venezia Giulia, risultando tuttavia il secondo dei non eletti.
Alle elezioni politiche del 2006 è candidato al Senato della Repubblica, in regione Friuli-Venezia Giulia, come capolista dei Democratici di Sinistra, venendo eletto senatore della XV Legislatura.
Alle elezioni politiche del 2008 viene confermato senatore nelle liste del Partito Democratico. In Senato fa parte della Commissione Difesa e Italiani all’estero, è inoltre membro della direzione nazionale del PD.
Alle elezioni politiche del 2013 è rieletto per la terza volta consecutiva. Fa parte della Commissione Difesa e Affari Esteri;  dal 23 aprile 2014 ricopre l'incarico si Segretario di Presidenza del Senato della Repubblica.
Nel febbraio del 2017 abbandona il Partito Democratico e partecipa alla fondazione di Articolo 1 - Movimento Democratico e Progressista, dando vita all'omonimo  Gruppo parlamentare al Senato della Repubblica con l'incarico di Segretario. Membro del coordinamento nazionale del Movimento, nonché coordinatore regionale del Movimento nella sua regione. Partecipa alla formazione della lista "Liberi e Uguali" alle elezioni politiche del 2018  Sarà candidato per la Camera dei deputati, ma non sarà eletto.